# 坎頓谷 (康乃狄克州)
坎頓谷（英語：Canton Valley）是位於美國康乃狄克州哈特福縣的一個人口普查指定地區。

## 地理
坎頓谷的座標為41°49′27″N 72°53′36″W / 41.82417°N 72.89333°W，而該地最高點為海拔高度104米（即342英尺）。

## 人口
根據2010年美國人口普查的數據，坎頓谷的面積為4.60平方千米，當中陸地面積為4.60平方千米，而水域面積為0.00平方千米。當地共有人口1580人，而人口密度為每平方千米343人。